# Томас Говард (1-й граф Саффолк)
Томас Говард (англ. Thomas Howard; 24 серпня 1561 — 28 травня 1626) — державний та військовий діяч королівства Англії, 1-й гарф Саффолк.

## Життєпис

### Молоді роки
Походив зі знатного роду Говардів. Старший син Томаса Говарда, герцога Норфолка, та його другої дружини Маргарет Одлі. Народився 1561 року. У 1564 році втратив матір, від якої успадкував володіння Сафрон-Волден. Виховувався в католицькому дусі.
У 1572 році на вимогу батька, що тоді перебував в ув'язненні, оженився на його пасорбиці — своїй зведеній сестрі з роду Дакр. Того ж року батька було страчено, а родина Говард втратила титули. У 1578 році померла його дружина. 1582 року одружився вдруге. 1584 році Томаса Говарда відновлено як лорда.

### Військова служба
Розпочав службу на військовому флоті. 1588 року на чолі корабля «Золотий лев» звитяжив у боях з Іспанською армадою. За це був посвячений в лицарі.
1591 року брав участь в морській експедиції до Азорських островів, яка повинна була перехопити Срібний флот Іспанії. Втім неузгодженість дій між командувачами призвела до того, що Томас Говард на чолі невеликої ескадри наштовхнувся на іспанський військовий флот, від якого ледве врятувався. 1596 року стає віце-адміралом, відзначився у поході проти Кадіса, де було знищено іспанський флот, а місто сплюндровано. 1597 року стає кавалером Ордену Підв'язки. Того ж року здійснив невдалий похід на Азорські острови. Водночас отримав титул барона Волдена. 1598 року стає почесним членом юридичного товариства Грейс-Інн. 1599 року отримав звання адмірала.
1601 року після придушення заколоту Роберта Деверо, графа Ессекса, був призначений констеблем Тауера і членом комісій, яка судила Роберта деверо Ессекса та Генріха Різлі, графа Саутгемптона. В цей же час стає верховним стюартом Кембриджського університету. 1602 року призначається тимчасовим лорд-камергером. 1605 року отримав ступінь магістра цього університету.

### Державна діяльність
1603 року після сходження на англійський трон Якова I Стюарта стає повновладним лорд-камергером та головою Королівської палати. Спочатку вправно маневрував між королем та його шотландськими слугами, які мали чималий вплив на короля. Союзником Говарда став Роберт Сесіл, граф Солісбері. Невдовзі Томас Говард стає таємним радником і зрештою отримує титул графа Саффолк. Також стає упоноваженим зі створення лицарів Лазні. Водночас очолив католицьку фракцію при королівському дворі.
1604 року увійшов до комісії (претендентів) на посаду графа-маршала Англії. Того ж року активно діяв щодо укладання мирного договору з Іспанією. За це від останніх таємно отримав пенсіон у 1000 фунтів стерлінгів.
1605 року стає генерал-лейтенантом Саффолку. Того ж року разом із зятем Томасом Кніветом виявив порох у льоху, який готувався для Порохової змови, після цього стає капітаном королівської гвардії. 1607 року призначається лорд-лейтенантом Кембриджширу. 1612 року стає членом Королівського скарбництва. 1614 року призначається канцлером Кембриджського університету, а невдовзі лорд-скарбником. На цей момент Томас Говард та його родичі контролювали основні державні посади.
1615 року вступив у конфлікт з королівським фаворитом Джорджом Вільєрсом, коли було арештовано його зятя Роберта Карра, а доньку Катерину — звинувачено в отруєнні сера Томаса Овербері. 1618 року Вільєрс звинуватив Говарда у хабарництві, внаслідок чого того було позбавлено посади лорда-скарбника. 1619 року дружина Говарда перехворіла на віспу, а він сам оголосив себе нездужим. Але того ж року разом з дружиною притягнутий до кримінальної відповідальності. Його справу розглядала Зіркова палата, яка засудила Говарда та його дружину до штрафа у 30 тис. фунтів стерлінгів й арешту. Останній тривав 10 діб. Зрештою Говард вимушений був звернутися до Джорджа Вільєрса, який зміг домогтися в короля зменшення штрафу до 7 тис. фунтів стерлінгів.
В подальшому переважно засідав в Палаті Лордів. Помер 1626 року.

## Родина
1. Дружина — Марія, донька барона Томаса Дакре
дітей не було
2. Дружина — Катерина, донька сера Генріха Кнівета, члена парламенту
Діти:
- Теофіл (1582—1640), 2-й граф Саффолк
- Єлизавета (1583—1658), дружина: 1) Вільгельма Нолліса, 1-го графа Банбері; 2) Едварда Во, 4-го барона Воро з Харроудена
- Роберт (1584—1653)
- Гертруда (1585)
- Вільгельм (1586—1672)
- Томас (1587—1669), 1-й граф Беркшир
- Катерина (бл. 1588—1673), дружина Вільгельма Сесіла, 2-го графа Солсбері
- Емілі (1589)
- Френсіс (1590—1632), дружина: 1) Роберта Деверо, 3-го граф Ессекс; 2) Роберта Карра, 1-го графа Сомерсет
- Чарльз (1591—1626)
- Генріх (1592—1616)
- Джон (1593—1595)
- Едуард (д/н—1675), 1-й барон Говард-Ескрік
- Маргарет (бл. 1599—1608)
- 6 бастардів